# Vincent Gaddis
Vincent Hayes Gaddis (* 28. Dezember 1913 in Ohio; † 14. Juni 1997 in Eureka (Kalifornien)) war ein US-amerikanischer Reporter und Autor.
Gaddis arbeitete als Zeitungsreporter und von 1947 bis 1952 für einen Radiosender in Warsaw (Indiana). Er versorgte auch den SF-Autor Raymond A. Palmer mit kurzen Geschichten. Von 1952 bis 1959 war er Feuilletonist für die Tageszeitung Elkhart Truth in Elkhart (Indiana). Danach machte er Öffentlichkeitsarbeit für die Studebaker-Packard Corporation und Mercedes-Benz in South Bend (Indiana). Ab 1962 war er freiberuflicher Autor.
Im Februar 1964 veröffentlichte er im Pulp-Magazin Argosy den Artikel „The Deadly Bermuda Triangle“ über 20 Fälle von verschwundenen Flugzeugen und Schiffen. Bekanntheit erlangte das Bermudadreieck später durch Charles Berlitz.

## Werke
- Herbert Hoover, unemployment, and the public sphere
- Geisterschiffe. Das Bermuda-Dreieck und andere ungelöste Rätsel der Meere. München (Heyne) 1976. ISBN 3-453-00634-8